# 埃奇穆爾 (特拉華州)
埃奇穆爾（英語：Edg moor）是位於美國特拉華州紐卡斯爾縣的一個人口普查指定地區。

## 地理
埃奇穆爾的座標為39°45′00″N 75°29′59″W / 39.75000°N 75.49972°W，而該地最高點為海拔高度9米（即30英尺）。

## 人口
根據2010年美國人口普查的數據，埃奇穆爾的面積為4.70平方千米，當中陸地面積為4.70平方千米，而水域面積為0.00平方千米。當地共有人口5677人，而人口密度為每平方千米1,207人。